# Rick Riordan
Rick Riordan, właśc. Richard Russell Riordan Jr. (ur. 5 czerwca 1964 w San Antonio) – amerykański pisarz, który tworzy książki fantasy.

## Życiorys
Studiował na Uniwersytecie Teksańskim w Austin, specjalizując się w historii i anglistyce. 
Przez lata pracował jako nauczyciel. Popularność przyniosła mu seria powieści dla młodzieży, których bohaterem jest nastoletni Percy Jackson, współczesny amerykański chłopiec i jednocześnie syn greckiego boga Posejdona. Riordan mieszka w Bostonie, jest żonaty, ma dwóch synów.

## Twórczość

### Percy Jackson i bogowie olimpijscy
| Tytuł polski           | Tytuł oryginalny            | Premiera oryginału | Polska premiera      | Przekład                                        |
| ---------------------- | --------------------------- | ------------------ | -------------------- | ----------------------------------------------- |
| Złodziej pioruna       | The Lightning's Thief       | 1 lipca 2005       | 6 maja 2009          | przeł. A. Fulińska wydawnictwo Galeria Książki  |
| Morze potworów         | The Sea of Monsters         | 1 kwietnia 2006    | 29 października 2009 | przeł. A. Fulińska wydawnictwo Galeria Książki  |
| Klątwa tytana          | The Titan’s Curse           | 11 maja 2007       | 10 marca 2010        | przeł. A. Fulińska wydawnictwo Galeria Książki  |
| Bitwa w labiryncie     | The Battle of the Labyrinth | 6 maja 2008        | 22 września 2010     | przeł. A. Fulińska wydawnictwo Galeria Książki  |
| Ostatni olimpijczyk    | The Last Olympian           | 5 maja 2009        | 10 listopada 2010    | przeł. A. Fulińska wydawnictwo Galeria Książki  |
| Puchar bogów           | The Chalice of Gods         | 26 września 2023   | 26 września 2023     | przeł. M. Duda-Gryc wydawnictwo Galeria Książki |
| Gniew Potrójnej bogini | Wrath of the Triple Goddess | brak danych        | 24 września 2024     | brak danych                                     |

#### Powiązane książki
- Archiwum Herosów (ang. The Demigod Files, wyd. 10 kwietnia 2009 / 16 czerwca 2011)
- Przewodnik po świecie herosów (ang. The Ultimate Guide, wyd. 18 stycznia 2010 / 9 maja 2013)
- Percy Jackson and the Singer of Apollo (wyd. 16 września 2013; krótka historia wydana w zbiorze Guys Read: Other Worlds)
- Greccy bogowie według Percy’ego Jacksona (ang. Percy Jackson’s Greek Gods, wyd. 19 sierpnia 2014 / 17 grudnia 2014, ilustracje autorstwa Johna Rocco)
- Greccy herosi według Percy’ego Jacksona (ang. Percy Jackson’s Greek Heroes, wyd. 15 sierpnia 2015 / 2 grudnia 2015, ilustracje autorstwa Johna Rocco)
- Tajne akta Obozu Herosów (ang. Camp Half-Blood Confidential, wyd. 2 maja 2017 / 19 lipca 2017)
- The Percy Jackson Coloring Book (2017, ilustracje Keitha Robinsona)
- The Lightning Thief: Illustrated Edition (14 sierpnia 2018, ilustracje autorstwa Johna Rocco)[30]
- Słońce i gwiazda. Opowieść o Nicu di Angelo (ang. The Sun and the Star, wyd. 2 maja 2023 / 9 maja 2023)[4]

### Kroniki Rodu Kane
| Tytuł polski      | Tytuł oryginalny     | Premiera oryginału | Polska premiera | Przekład                                       |
| ----------------- | -------------------- | ------------------ | --------------- | ---------------------------------------------- |
| Czerwona piramida | The Red Pyramid      | 4 maja 2010        | 23 lutego 2011  | przeł. A. Fulińska wydawnictwo Galeria Książki |
| Ognisty tron      | The Throne of Fire   | 9 maja 2011        | 7 września 2011 | przeł. A. Fulińska wydawnictwo Galeria Książki |
| Cień węża         | The Serpent’s Shadow | 1 maja 2012        | 13 czerwca 2012 | przeł. A. Fulińska wydawnictwo Galeria Książki |

Powiązane książki

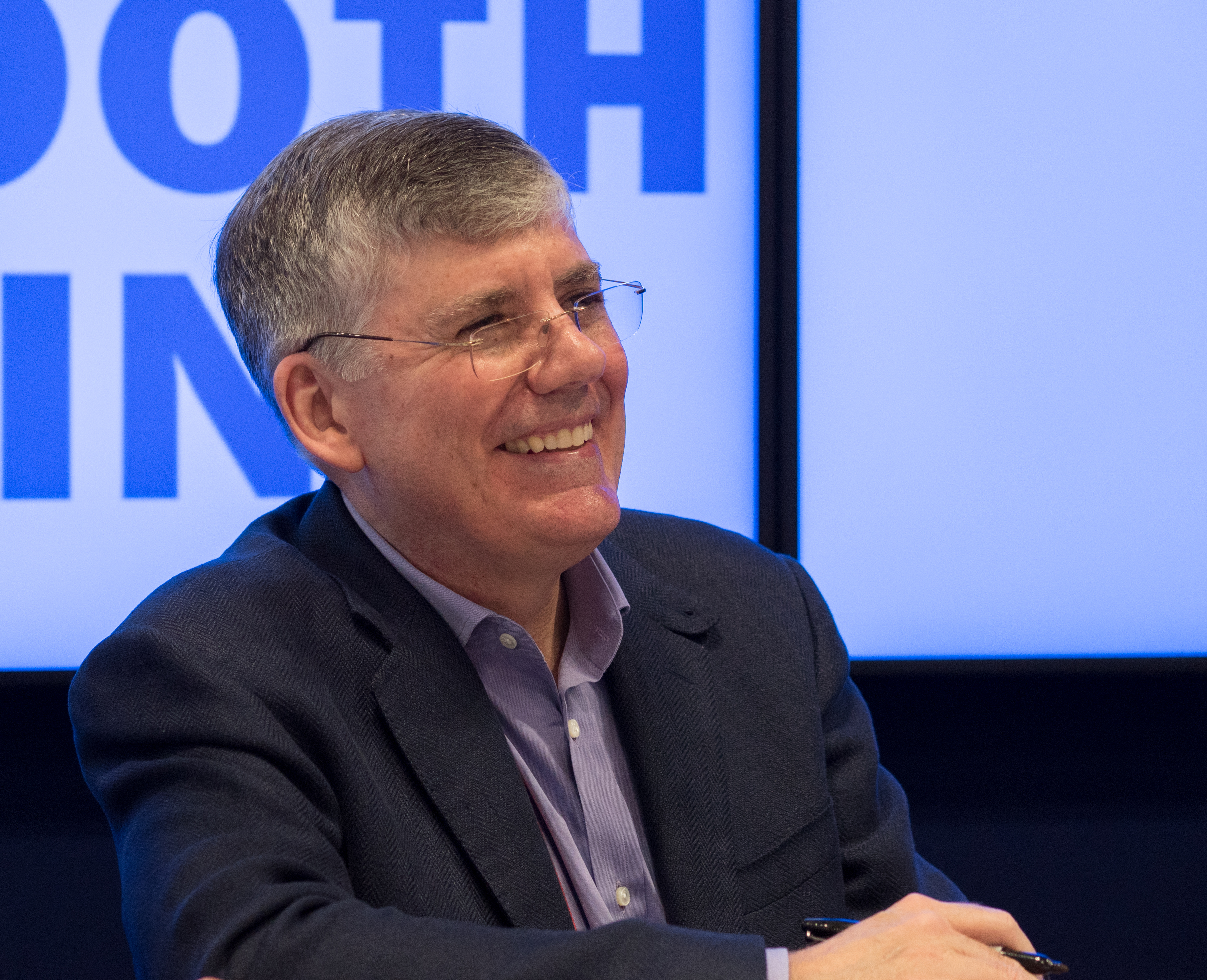
Rick Riordan w 2018 roku na BookExpo America w Nowym Jorku

- Rick Riordan w 2018 roku na BookExpo America w Nowym JorkuNiezbędnik maga z Domu Brooklyńskiego. Przewodnik po świecie egipskich bóstw i potworów glifów i zaklęć i mnóstwa innych rzeczy (ang. From the Kane Chronicles: Brooklyn House Magician's Manual, wyd. 1 maja 2018 / 18 lipca 2018)

### Olimpijscy herosi
| Tytuł polski    | Tytuł oryginalny     | Premiera oryginału   | Polska premiera      | Przekład                                        |
| --------------- | -------------------- | -------------------- | -------------------- | ----------------------------------------------- |
| Zagubiony heros | The Lost Hero        | 12 października 2010 | 29 czerwca 2011      | przeł. A. Polkowski wydawnictwo Galeria Książki |
| Syn Neptuna     | The Son of Neptune   | 4 października 2011  | 25 stycznia 2012     | przeł. A. Polkowski wydawnictwo Galeria Książki |
| Znak Ateny      | The Mark of Athena   | 2 października 2012  | 7 listopada 2012     | przeł. A. Polkowski wydawnictwo Galeria Książki |
| Dom Hadesa      | The House of Hades   | 8 października 2013  | 30 października 2013 | przeł. A. Polkowski wydawnictwo Galeria Książki |
| Krew Olimpu     | The Blood of Olympus | 7 października 2014  | 22 października 2014 | przeł. A. Fulińska wydawnictwo Galeria Książki  |

Powiązane książki
- Pamiętniki półbogów (ang. The Demigod Diaries, wyd. 14 sierpnia 2012 / 3 kwietnia 2013)

### 39 wskazówek
| Tytuł polski    | Tytuł oryginalny   | Premiera oryginału | Polska premiera  | Autor                                                    | Przekład    | Wydawnictwo |
| --------------- | ------------------ | ------------------ | ---------------- | -------------------------------------------------------- | ----------- | ----------- |
| Labirynt kości  | The Mazes of Bones | 9 września 2008    | 24 kwietnia 2012 | Rick Riordan                                             | G. Smosna   | Intium      |
| Fałszywa nuta   | One Fales Note     | 2 grudnia 2008     | 16 sierpnia 2012 | Gordon Korman                                            | G. Smosna   | Intium      |
| Złodziej miecza | The Sword Thief    | 3 marca 2009       | 4 grudnia 2012   | Peter Lerangis                                           | G. Smosna   | Intium      |
| Sekret grobowca | Beyond the Grave   | 2 czerwca 2009     | 6 czerwca 2013   | Jude Watson                                              | G. Smosna   | Intium      |
| Czarny krąg     | The Black Circle   | 11 sierpnia 2009   | 17 grudnia 2013  | Patrick Carman                                           | G. Smosna   | Intium      |
| Głęboka Otchłań | In Too Deep        |                    | 20 czerwca 2014  | Jude Watson                                              | G. Smosna   | Intium      |
| brak danych     | The Viper’s Nest   | 2 luty 2010        | brak danych      | Peter Lerangis                                           | brak danych | brak danych |
| brak danych     | The Emperor's Code | 6 kwietnia 2010    | brak danych      | Gordon Korman                                            | brak danych | brak danych |
| brak danych     | Storm Warning      | 25 maja 2010       | brak danych      | Linda Sue Park                                           | brak danych | brak danych |
| brak danych     | Into The Gauntlet  | 30 sierpnia 2010   | brak danych      | Margaret Peterson Haddix                                 | brak danych | brak danych |
| brak danych     | Vespers Rising     | 11 kwietnia 2011   | brak danych      | Peter Lerangis, Rick Riordan, Gordon Korman, Jude Watson | brak danych | brak danych |

### Magnus Chase i bogowie Asgardu
| Tytuł polski    | Tytuł oryginalny     | Premiera oryginału  | Polska premiera      | Przekład                                       |
| --------------- | -------------------- | ------------------- | -------------------- | ---------------------------------------------- |
| Miecz lata      | The Sword of Summer  | 10 sierpnia 2015    | 22 października 2015 | przeł. A. Fulińska wydawnictwo Galeria Książki |
| Młot Thora      | The Hammer of Thor   | 4 października 2016 | 26 października 2016 | przeł. A. Fulińska wydawnictwo Galeria Książki |
| Statek umarłych | The Ship of the Dead | 3 października 2017 | 25 października 2017 | przeł. A. Fulińska wydawnictwo Galeria Książki |

Powiązane książki
- Hotel Walhalla. Przewodnik po nordyckich światach (ang. Hotel Valhalla. Guide to the Norse Worlds, wyd. 16 sierpnia 2016 / 31 sierpnia 2016)
- 9 z dziewięciu światów (ang. 9 from the Nine Worlds, wyd. 2 październik 2018 / 17 października 2018, przeł. M. Duda-Gryc)

### Półbogowie i Magowie
Opowiadania opublikowane indywidualnie, potem jako jedna książka pt. Półbogowie i Magowie.
| Tytuł polski       | Tytuł oryginalny     | Premiera oryginału | Polska premiera     | Przekłąd, wydawca                              |
| ------------------ | -------------------- | ------------------ | ------------------- | ---------------------------------------------- |
| Syn Sobka          | The Son of Sobek     | 7 maja 2013        | 8 października 2013 | przeł. A. Fulińska wydawnictwo Galeria Książki |
| Berło Serapisa     | The Staff of Serapis | 8 kwietnia 2014    | maj 2016            | przeł. A. Fulińska wydawnictwo Galeria Książki |
| Korona Ptolemeusza | The Crown of Ptolemy | 31 marca 2015      | 2016                | przeł. A. Fulińska wydawnictwo Galeria Książki |

### Apollo i boskie próby
| Tytuł polski          | Tytuł oryginału   | Premiera oryginału | Polska premiera      | Przekład                                       |
| --------------------- | ----------------- | ------------------ | -------------------- | ---------------------------------------------- |
| Ukryta wyrocznia      | The Hidden Oracle | 3 maja 2016        | 18 maja 2016         | przeł. A. Fulińska wydawnictwo Galeria Książki |
| Mroczna przepowiednia | The Dark Prophecy | 2 maja 2017        | 10 maja 2017         | przeł. A. Fulińska wydawnictwo Galeria Książki |
| Labirynt ognia        | The Burning Maze  | 1 maja 2018        | 20 czerwca 2018      | przeł. A. Fulińska wydawnictwo Galeria Książki |
| Grobowiec tyrana      | Tyrant's Tomb     | 24 września 2019   | 16 października 2019 | przeł. A. Fulińska wydawnictwo Galeria Książki |
| Wieża Nerona          | The Tower of Nero | 29 września 2020   | 14 października 2020 | przeł. A. Fulińska wydawnictwo Galeria Książki |

Powiązane książki
- Tajne Akta Obozu Herosów (ang. Camp Half-Blood Confidential, wyd. 2 maja 2017 / 19 lipca 2017)
- Tajne Akta Obozu Jupiter. Dziennik rekrutki (ang. Camp Jupiter Classified: A Probatio's Journal, wyd. 5 maja 2020 / 14 października 2020)

### Rick Riordan Przedstawia
| Cykl              | Tytuł polski                          | Tytuł oryginału                             | Autor | Premiera oryginału   | Polska premiera  | Przekład                                             |
| ----------------- | ------------------------------------- | ------------------------------------------- | --- | -------------------- | ---------------- | ---------------------------------------------------- |
| Pandava Quartet   | Aru Shah i koniec czasu               | Aru Shah and the End of Time                | Roshani Chokshi | 23 marca 2018        | 18 kwietnia 2018 | przeł. A. Fulińska wydawnictwo Galeria Książki       |
| Pandava Quartet   | Aru Shah i pieśń śmierci              | Aru Shah and the Song of Death              | Roshani Chokshi | 16 kwietnia 2019     | 19 czerwca 2019  | przeł. Marta Duda-Gryc wydawnictwo Galeria Książki   |
| Pandava Quartet   | Aru Shah i drzewo życzeń              | Aru Shah and the Tree of Wishes             | Roshani Chokshi | 12 sierpnia 2019     | 12 sierpnia 2019 | przeł. Marta Duda-Gryc wydawnictwo Galeria Książki   |
| Pandava Quartet   | Aru Shah i złote miasto               | Aru Shah and the City of Gold               | Roshani Chokshi | 22 czerwca 2021      | 22 czerwca 2021  | przeł. Marta Duda-Gryc wydawnictwo Galeria Książki   |
| Pandava Quartet   | Aru Shah i nektar nieśmiertelności    | Aru Shah and the Nectar of Immortality      | Roshani Chokshi | 5 sierpnia 2022      | 5 sierpnia 2022  | przeł. Marta Duda-Gryc wydawnictwo Galeria Książki   |
| Storm Runner      | Posłaniec burzy                       | Storm Runner                                | Jennifer Cervantes | 18 września 2018     | 18 września 2019 | przeł. Marta Duda-Gryc wydawnictwo Galeria Książki   |
| Storm Runner      | Strażnik ognia                        | The Fire Keeper                             | Jennifer Cervantes | 3 września 2019      | 15 kwietnia 2020 | przeł. Marta Duda-Gryc wydawnictwo Galeria Książki   |
| Storm Runner      | Wędrowiec cienia                      | The Shadow Crosser                          | Jennifer Cervantes | 25 lutego 2021       | 25 lutego 2021   | przeł. Marta Duda-Gryc wydawnictwo Galeria Książki   |
| Sal and Gabi      | brak danych                           | Sal and Gabi Break the Universe             | Carlos Hernandez | 5 marca 2019         | brak danych      | brak danych                                          |
| Sal and Gabi      | brak danych                           | Sal and Gabi Fix the Universe               | Carlos Hernandez | 5 maja 2020          | brak danych      | brak danych                                          |
| Tristan Strong    | Tristan Strong wybija dziurę w niebie | Tristan Strong Punches a Hole in the Sky    | Kwame Mbalia | 15 października 2019 | 30 sierpnia 2021 | przeł. Dorota Dziewońska wydawnictwo Galeria Książki |
| Tristan Strong    | Tristan Strong niszczy świat          | Tristan Strong Destroys the World           | Kwame Mbalia | 6 października 2020  | 22 lutego 2022   | przeł. Dorota Dziewońska wydawnictwo Galeria Książki |
| Tristan Strong    | Tristan Strong wciąż uderza           | Tristan Stron Keeps Punching                | Kwame Mbalia | 5 października 2021  | 11 luty 2025     | przeł. Dorota Dziewońska wydawnictwo Galeria Książki |
| Paola Santiago    |                                       | Paola Santiago and the River of Tears       | Tehlor Kay Mejia | 4 sierpnia 2020      |                  |                                                      |
| Paola Santiago    |                                       | Paola Santiago and the Forest of Nightmares | Tehlor Kay Mejia | 3 sierpnia 2021      |                  |                                                      |
| Klany obdarzonych | Ostatnia opadła gwiazda               | The Last Fallen Star                        | Graci Kim | 4 maja 2021          | 27 września 2022 | przeł. Patrycja Zarawska wydawnictwo Galeria Książki |
| Klany obdarzonych | Ostatni opadły księżyc                | The Last Fallen Moon                        | Graci Kim | 7 czerwca 2022       | 4 kwietnia 2023  | przeł. Patrycja Zarawska wydawnictwo Galeria Książki |
|                   | Ostatnia upadła kraina                | The Last Fallen Realm                       | Graci Kim | 6 czerwca 2023       | 8 kwietnia 2024  | przeł. Patrycja Zarawska wydawnictwo Galeria Książki |
| Thousand worlds   | Smocza perła                          | Dragon Pearl                                | Yoon Ha Lee | 15 stycznia 2019     | 13 marca 2019    | przeł. A. Fulińska/A. Klęczar                        |
| Thousand worlds   | brak danych                           | Tiger Honor                                 | Yoon Ha Lee | 4 stycznia 2022      | brak danych      | brak danych                                          |
| Outlaw Saints     | brak danych                           | Ballad & Dagger                             | Daniel José Older | 3 maja 2022          | brak danych      | brak danych                                          |
| Jednotomowe serie | Wyścig do słońca                      | Race to the Sun                             | Rebecca Roanhorse | 1 lipca 2020         | 1 lipca 2020     | przeł. Anna Studniarek-Więch                         |
| Jednotomowe serie | brak danych                           | City of the Plague God                      | Sarwat Chadda | 12 stycznia 2021     | brak danych      | brak danych                                          |
| Jednotomowe serie | brak danych                           | Pahua and the Soul Stealer                  | Lori M. Lee | 7 września 2021      | brak danych      | brak danych                                          |
| Jednotomowe serie | brak danych                           | The Cursed Carnival and Other Calamities    | J.C. Cervantes, Sarwat Chadda,Roshani Chokshi, Yoon Ha Lee, Carlos Hernandez, Graci Kim, Kwame Mbalia, Tehlor Kay Mejia, Rick Riordan, Rebecca Roanhorse | 28 września 2021     | brak danych      | brak danych                                          |

### Córka głębin
Tytuł oryginału: Daughter of the Deep. Książka wydana 5 października 2021 roku (w Polsce 8 listopada 2021), opowiadająca o Akademii Hardinga i Pencrofta oraz o uczennicy klasy pierwszej - Any Dakkar.

## Riordanopedia
Riordanopedia jest encyklopedią internetową przedstawiająca twórczość Ricka Riordana stworzona w technologii Wiki. 24 maja 2020 roku posiadała ona 1251 artykułów oraz prawie 50 000 wszystkich stron. Ponadto Riordanopedia występuje także w języku angielskim, francuskim, niemieckim, holenderskim, hiszpańskim, rosyjskim oraz włoskim. Najbardziej rozbudowaną z nich jest Riordanopedia anglojęzyczna, która 24 maja 2020 roku miała 2823 oraz ponad 120 000 wszystkich stron.

## Adaptacje filmowe
Na podstawie I tomu powieści o Percym Jacksonie powstał film Percy Jackson i bogowie olimpijscy: Złodziej pioruna w reżyserii Chrisa Columbusa, w którego obsadzie znaleźli się m.in. Logan Lerman, Alexandra Daddario, Uma Thurman, Pierce Brosnan i Sean Bean. W 2013 miała miejsce premiera drugiej części przygód młodych herosów Percy Jackson: Morze potworów, którą wyreżyserował Thor Freudenthal.
W roku 2020 potwierdzone zostały dwie ekranizacje. Pierwszą z nich jest ekranizacja idei Obozu Herosów na platformie Disney+, natomiast na platformie Netflix zostanie wydana ekranizacja Kronik Rodu Kane.
Serial na platformie Disney+ będzie opowiadać o pierwszym tomie Percy’ego Jacksona, czyli Złodziej pioruna. Premiera 20 grudnia 2023 roku.